# ليام شيلفرز
ليام شيلفرز (بالإنجليزية: Liam Chilvers)‏ (6 نوفمبر 1981 بتشيلمسفورد في المملكة المتحدة - ) هو لاعب كرة قدم بريطاني في مركز الدفاع. لعب مع بريستون نورث إيند وبورت فايل وكولتشستر يونايتد ونادي أرسنال ونادي هايد إف سي ونوتس كاونتي وتيلفورد يونايتد ونادي نورثامبتون تاون وبيفيرين.

## وصلات خارجية
- ليام شيلفرز على موقع قاعدة بيانات كرة القدم.إي يو (الإنجليزية)
- ليام شيلفرز على موقع Soccerbase.com (لاعب) (الإنجليزية)
- ليام شيلفرز على موقع Soccerway.com (الإنجليزية)